# بحيرة ألبينو
بحيرة ألبينو هي بحيرة تقع في مقاطعة غالاتن بولاية مونتانا، ضمن سلسلة جبال ماديسون في جنوب وسط مونتانا. 
تقع البحيرة على مجرى ميدو كريك، وهو أحد روافد نهر تايلور فورك، داخل غابة غالاتن الوطنية، وتوجد على ارتفاع 7,106 أقدام (2,166 مترًا) فوق سطح البحر.  قامت دائرة الغابات الأمريكية تاريخيًا بتزويد البحيرة بأسماك التروتة قوسية القزح وتروتة يلوستون المقطعة الحنجرة. وفقًا لتقارير هيئة الأسماك والحياة البرية والمتنزهات في مونتانا، فإن أسماك التروتة قوسية القزح، التي أُطلقت في البحيرة آخر مرة في خمسينيات القرن الماضي، قد انقرضت من البحيرة، بينما لا تزال أسماك التروتة المقطعة الحنجرة موجودة فيها.